# دل‌آباد (بیرجند)
دل‌آباد روستایی است در دهستان القورات از توابع بخش مرکزی شهرستان بیرجند، واقع در استان خراسان جنوبی که بر پایه سرشماری عمومی نفوس و مسکن در سال ۱۳۹۵ جمعیت این روستا ۲۵۴ نفر (در ۱۰۰ خانوار) بوده‌است.

## جمعیت
بر اساس سرشماری سال ۱۳۸۵ مرکز آمار ایران، جمعیت آن بالغ بر ۲۸۳ نفر بوده‌است.